# U de Goryeo
U de Goryeo (우), a menudo escrito como Wu y pronunciado como U, (25 de julio de 1365 – 31 de diciembre de 1389) fue soberano de Koryo (Corea) desde 1374 hasta 1388, y vivió una vida más dramática que cualquier otra persona en las cambiantes circunstancias nacionales e internacionales. Con la repentina muerte del rey Gongmin, cruzó los límites de su zona de confort y ascendió al trono, pero sufrió de una base de poder muy débil. Además, diversas variables como las contradicciones sociales acumuladas a medida que fracasaban las políticas reformistas de la dinastía por parte de su antecesor el rey Gongmin, la percepción internacional del ascenso de la dinastía Ming y la caída de la dinastía Yuan en china, y el surgimiento de una nueva clase de aristócratas influyentes, así como generales que realmente podrían luchar contra las amenazas extranjeras, a saber, un talentoso general llamado Yi Seong-ye y su rival Choi Young, que causarían como resultado una sombra de mala suerte en la vida del rey U. Al final, sería considerado un mero traidor y no un rey predilecto de Goryeo, además de ser el mayor responsable de la caída de la dinastía. 

## Biografía
Los orígenes del nacimiento del futuro monarca están poco claros y siguen siendo un enigma para muchos historiadores, ya que incluso la dinastía Yuan en China, que había estado profundamente involucrada con la familia real de Goryeo a través de matrimonios diplomáticos, desconocía por completo la existencia de algún descendiente directo del rey Gongming, llegando al punto de mandar embajadas preguntando por el nuevo rey e incluso apoyando pretendientes de un supuesto trono vacío.
Según Goryeosa, la madre de U, Han Ban-Ya, era una esclava que servía a Shin Don y al Rey Gongmin porque a este último le atraía la gran semejanza que tenía la esclava con su difunta esposa, la reina Noguk. Debido a que Gongmin, inicialmente se negó a legitimar al niño como su hijo dándole un nombre, Shin Don lo tomó para sí y lo nombró Monino  (모니노, 牟尼奴, lit. Siervo de buda).
Después de que Shin Don fuera ejecutado bajo cargos falsos en julio de 1371, el rey ordenó a sus ministros más íntimos que buscarán a su hijo en la casa de Shin Don, lo llevarán al palacio para protegerlo y le sugirieran caracteres con los cuales darle un nuevo nombre al niño de 7 años que posteriormente sería nombrado sucesor del rey bajo el título de príncipe de Kangnyŏng (江寧府院大君), U (우, 禑, lit. Bendición) sería el nombre elegido. El nombre del niño fue cambiado a Wang U (왕우, 王禑 - 우, 禑, lit. Bendición), y su acta de nacimiento oficial lo ponía como el hijo del rey Gongmin y una concubina real del clan Han. Sin embargo, en los anales de Taejo (Lee Seong-gye) y 《Koryeosa》(高麗 史), que registraron este período, el Rey Wu fue registrado como Shinwu, no como Wang Wu. El gobierno de Joseon insistió a fondo en Wu como miembro del linaje de Shindon, y continuó hasta el día de hoy. En primer lugar, la razón principal de la teoría del origen bastardo del Rey Wu es que los registros de Goryeo y Taejo contienen detalles que implican que el Rey Wu como el hijo de Shin-Don, pero antes de mencionar la historia, se dice que alguien de adentro los inventó. Y dado que estos registros fueron escritos por los escribas de Yi Seong-Gye y sus descendientes para justificar el establecimiento de la dinastía Joseon y la usurpación del trono. Por lo tanto, se argumenta que carece de credibilidad porque pretende justificar en gran medida las acciones de dudosa moralidad de los antepasados de una nueva dinastía. Además, no hay evidencia directa de que el Rey Wu sea el hijo de Shin-Don No mucho tiempo después el rey sería asesinado por los miembros de su guardia real - los Jajewi (자제위, 子弟衛), apoyados por el eunuco Choe Man-saeng (최만생, 崔萬生) mientras dormía en 1374.

### Reinado
- En 1373, el rey Gongmin intentó convertir a Monino en el sucesor de Yi Sung-In (이숭인, 李崇仁), el famoso erudito confuciano y examinador imperial de la época, poniéndolo bajo la tutela de los académicos Baek Moon-Bo (백문보, 白文宝), Jeon Nok-Saeng (전녹생, 田禄生) y Jeongchu (젱슈오, 郑硕)[11][6]. Sin embargo, la reina Myeong-deok, la madre del rey Gongmin, no estaba contenta y siempre tuvo un sentimiento de desprecio hacia el futuro rey a pesar de ser miembros de la misma familia: "El niño aún es pequeño, así que podrás educarlo después de que crezca un poco más"[12]
- Septiembre de 1374,[4] el rey sería asesinado y la clase dominante central de Koryo se dividió en dos facciones principales con respecto a la cuestión de sucesión. La reina viuda Myeong-deok (명덕태후, 明德太后), Yi Su-san, entre otros burócratas, por un lado, deseaban que el sucesor viniera de algún clan con estirpe real entre sus miembros. Por el otro, la facción centrada en la figura del poderoso ministro de la corte Yi In-im (이인임, 李仁任) y el burócrata Wang Andeok (왕안덕, 王安德), alzaron la voz para que se honrara la última voluntad del rey y el niño U fuera entronizado. Al final la facción de Yi In-im ganó la puja por el poder[13] y el Monino ascendió al trono a la temprana edad de 10 años a pesar de las objeciones de la reina viuda. Al coronar al niño como un rey títere, el Dodang[14] (도당, 都堂)[15] se hizo cargo de las riendas de la corte, volviendo a Yi In-Im en el político más poderoso de Goryeo en ese momento.

- Noviembre de 1374, un enviado chino Ming murió en Koryo por accidente, lo que provocó un severo conflicto entre China Ming y Goryeo. A diferencia del rey asesinado Gongmin, la mayoría de los nobles conservadores de Goryeo eran pro-imperio mongol y anti la china Ming, por lo tanto, querían restablecer los lazos con la dinastía Yuan del norte (mongoles), los cuales intentaron nombrar a un descendiente del rey Chungnyeol de Goryeo, Toghtua Bukha, como soberano de Corea. An Sagi junto a otra facción dentro la familia real apoyó su reclamo y le pidió que regresara a Koryo, sin embargo, este grupo fue destruido por las maniobras políticas del poderoso ministro Yi In-im. La política exterior del nuevo gobierno podía significar una nueva crisis diplomática que podría desemboca en una posible guerra contra la recién establecida dinastía Ming en China con tal de ayudar al imperio mongol en declive. Los Sadaebu[16] (사대부, 士大夫)[17] querían detener el estallido de la guerra, pero era casi imposible llegar a influenciar las decisiones del triunvirato gobernante que hacía caso omiso a sus sugerencias.

- Marzo de 1376, la antigua concubina del difunto Shin Don, Ban-Ya, afirmó frente al palacio de la reina viuda que ella era la verdadera madre del rey actual. Yi In-Im ordenó matarla arrojándola al río Imjin. Desde el comienzo de su reinado, el rey U no tuvo más remedio que tener en cuenta la cuestión de la legitimidad. De hecho, era medio rey porque no fue reconocido por su abuela, la emperatriz Myeong-deok y llegó al trono con el apoyo de algunas autoridades sin haber sido designado sucesor explícitamente por su padre. El hecho de que tan pronto como adquirió la realeza, el rey U le otorgó el título de reina madre a Han, la concubina real designada como su madre, revela que reaccionó con sensibilidad a este problema de legitimidad. Al mismo tiempo, el rey U mostró una dependencia excesiva de las fuerzas políticas que lo habían puesto en el trono y quiso mejorar su posición entablando relaciones matrimoniales con parientes de sus ministros y generales más poderosos.

- Abril de 1378, piratas japoneses atacaron la capital. El general Choi Young y Yi Seong-Gye los derrotaron.
- Agosto de 1380, ocurre la batalla naval de Jinpo contra los piratas japoneses. Fue el primer uso militar de pólvora de Koryo, que fue elaborada por el general e inventor Choe Mu-Seon.
- Septiembre del mismo año, en la batalla de Hwangsan, los ejércitos del general Yi Seong-Gye derrotaron a los piratas japoneses en Woonbong, provincia de Jeolla. En ese momento, Jeong Mong-Ju  acompañó al ejército del general Yi como oficial civil.
- Septiembre de 1382, Hobaldo, el poderoso jefe Jurchen en alianza con la China Ming, invadió la región noreste de Goryeo.
- Agosto de 1383, Yi Seong-Gye derrotó a Hobaldo y presentó el plan de estabilización de la frontera a los nobles de Jokdang.
- Agosto de 1387, Yi In-Im renunció a la política debido a su vejez.

#### La rebelión de Jo Ban (1388)
Los piratas japoneses habían invadido la provincia de Yanggwang. El gobierno central necesitaba enviar tropas para proteger a la gente, sin embargo, en ese momento, la mayoría de las tropas de Goryeo consistían en ejércitos privados poseídos por nobles que buscaban una compensación por sus servicios, pero las arcas del estado están vacías y no había tierras importantes para darlas como compensación. La mejor solución que había encontrado el gobierno central era expropiarle por la fuerza y sin compensación las tierras a los plebeyos y dárselas como compensación a cualquier noble que enviara sus ejércitos privados para luchar contra los piratas japoneses. En consecuencia, los nobles que quisieran hacerse con las tierras de los plebeyos tendrían que competir ferozmente entre sí para enviar sus ejércitos privados y ofrecer un soborno a Yi In-im, quien tenía última palabra. Obviamente, parte de la tierra se entregaba por adelantado a Yi In-Im como soborno.
Jo Ban (조반, 趙胖, 1341 ~ 1401) fue un funcionario gubernamental de alto nivel que trabajó en la diplomacia durante mucho tiempo y se ganó la enemistad de uno de los miembros del triunvirato gobernante, Yeom Heung-Bang (염흥방, 廉 興邦). Yeom tenía un sirviente llamado Yi Gwang (이광, 李光) que abusó del poder de su amo para explotar a los campesinos y era conocido por blandir garrotes para golpear a la gente a la cual le robaba su tierra. 
En enero de 1388, Yi Gwang usurpó la tierra de Jo Ban. Este apeló al señor del ladrón, Yeom Heung-Bang y recuperó la tierra, pero Yi Gwang la volvió a usurpar. Jo Ban furioso envió a sus ejércitos privados para matar a Yi Gwang y prender fuego a su casa. Humillado por la muerte de su propio sirviente, Yeom Heung-Bang acusó a Jo Ban de traición, pero incluso bajo severa tortura no se pudo forzar a Jo Ban a realizar una confesión falsa. El general Choi Young (최영, 崔瑩) intervino e investigó cómo sucedieron realmente las cosas y descubrió que Jo Ban no era culpable.
Este evento ocurrió al mismo tiempo en que las tensiones sobre este crucial protocolo de política exterior no se habían resuelto cuando la dinastía Ming proclamó su intención de establecer un puesto de mando con sede en el paso de Ch'ollyŏng en el extremo sur de la llanura de Hamgyŏng en 1388.
El comandante militar superior de Goryeo, el general Choi Young, consultó con el general Yi Seong-Gye y determinó que la eliminación de la facción anti-Ming del poder en Kaesŏng era esencial para reducir la amenaza percibida de la China Ming. Bajo la orden secreta del rey U, Choi Young unió fuerzas con el general Yi Seong-Gye y aprovechó la oportunidad para expulsar a los miembros corruptos de Jokdang. A excepción de Yi In-Im que había sido un buen amigo de Choi Young y terminó recibiendo una pena leve al ser exiliado a su pueblo natal, los otros dos fueron arrestados y ejecutados. Sus familias fueron asesinadas o reducidas a la esclavitud. Como resultado de la purga, Choi Young y Yi Seong-Gye se convirtieron en los dos principales líderes de la corte de Goryeo.
En marzo de 1388, tres meses después del incidente, el rey se casó con la hija del general Choi Young para mantener su poder. Al principio, Choi Young rechazó la desesperada solicitud del rey de casarse con ella. El general no tenía ningún deseo de poder y pensaba que su hija no estaba calificada para ser reina porque era hija de su concubina. Sin embargo, la persuasión persistente del rey le hizo aceptar la propuesta al final.

#### La conquista de la península de Liaodong (1388)
Casi al mismo tiempo, la dinastía Ming en China exigió la devolución del territorio del norte de Goryeo. Era la tierra que el antiguo rey (el rey Gongmin) había ordenado al general Choi Young que recuperara de las fuerzas pro-mongolas en 1356. Había sido un proyecto nacional para Goryeo recuperar el territorio perdido del antiguo reino de Goguryeo, siguiendo las enseñanzas dejadas por el padre fundador de la dinastía Goryeo, Wang Geon. Por lo tanto, las relaciones diplomáticas entre Goryeo y la China Ming empeoraron significativamente.

En abril, el rey U y el general Choi Young reclutaron soldados en nombre de una cacería. Ordenaron al general Yi Seong-Gye que llevara a cabo un ataque preventivo contra la base china Ming en la península de Liaodong. Yi Seong-Gye se sorprendió y sugirió 4 razones por las que no deberían ir a la guerra:
“En primer lugar, una nación más pequeña no debería atacar a una nación más grande. En segundo lugar, es duro hacer campaña durante la temporada agrícola de verano, ya que resultará en malas cosechas para la población. En tercer lugar, con la mayor parte de los hombres en el norte, los piratas japoneses tendrán rienda suelta en el sur. Y por último y en cuarto lugar, la lluvia del monzón reducirá la eficacia de los arcos compuestos, nuestra principal arma, y fomentará la propagación de enfermedades infecciosas en el campamento”. 
Pero su opinión sobre él fue rechazada por Choi Young.
Bajo el mando de Choi Young, se suponía que Yi Seong-Gye y Jo Min-Soo moverían tropas hacia la península de Liaodong. Sin embargo, King U le suplicó a Choi Young que no lo dejara. Entonces, el viejo general decidió quedarse con el rey y envió a los dos generales a la conquista, lo que se convirtió en el mayor error en su gloriosa carrera militar.
En abril, cuando las tropas de Goryeo llegaron a la isla de Wihwa (위화도, 威化島), una isla fronteriza norte del río Yalu entre Goryeo y la Dinastía Ming, llegó el momento decisivo para cambiar la historia de Corea para siempre. El general Yi Seong-Gye finalmente decidió regresar a la capital: La retirada militar en la isla de Wihwa (위화도회군, 威化島回軍) en mayo de 1388 del calendario lunar.
Mientras Yi Seong-Gye y Jo Min-Soo estaban varados en la isla Wihwa con 50 000 soldados, los piratas japoneses empezaron a saquear la parte sur del reino. King U y Choi Young tuvieron que enviar las tropas restantes al sur. Esa es una de las razones por las que no pudieron detener eficazmente el golpe militar de Yi Seong-Gye.

#### El asedio de Gaegyung (junio de 1388) y caída del rey
- 22 de mayo, Yi Seong-Gye y Jo Min-Soo comenzaron a retirarse de la isla de Wihwa.[22]
- 24 de mayo, el rey U y el general Choi Young estaban en Seongju y se enteraron de la retirada. Yi Bang-Woo y Yi Bang-Gwa escaparon del campamento del rey y se mudaron con su padre Yi Seong-Gye.
- 25 de mayo, el rey U y Choi Young comenzaron a trasladarse al sur.
- 26 de mayo, el rey U y Choi Young llegaron a Seogyung (el actual Pyongyang).
- 29 de mayo, el rey U y Choi Young llegaron a Gaegyung (la capital del reino en ese entonces). Intentaron tomar como rehén a la familia del general Yi, pero no pudieron tomar ninguna medida porque Yi Bang-Won predijo la purga y los evacuó a Hamju con anterioridad.
- 1 de junio, las fuerzas expedicionarias construyeron sus bases fuera del castillo de Gaegyung. Jo Min-Soo (general del ejército de la izquierda) estacionado fuera de Seonuimun (la puerta oeste) y Yi Seong-Gye (general del ejército de la derecha) fuera de Sunginmun (la puerta este).
- 2 de junio, el rey U trató de apaciguarlos pero fracasó. Otros 1000 soldados vinieron para ayudar a Yi Seong-Gye desde la región noreste. Choi Young cerró las calles con carros de toda la capital.
- 3 de junio, el ejército de Choi Young lanzó batallas callejeras contra los dos generales. A pesar de atravesar la puerta oeste, el ejército izquierdo de Jo Min-Soo fue derrotado por Choi Young. Casi al mismo tiempo, el ejército de la derecha de Yi Seong-Gye atravesó la puerta este y marchó por la calle en un gran estado. Asustado por la vista, Ahn So (subordinado de Choi Young) abandonó su posición en la montaña de Namsan y huyó. El ejército de Yi Seong-Gye ocupó la montaña cerca del palacio. Condujo a la retirada de Choi Young. Cuando Choi Young fue a encontrarse con el rey en el jardín del palacio, los ejércitos de izquierda y derecha rodearon el palacio. Yi Seong-Gye ordenó tocar grandes trompetas, que era el emblema único de sus ejércitos privados. Todos los ciudadanos de Gaegyung reconocieron el sonido y se enteraron de la llegada del general Yi. La línea de defensa final se había roto. Choi Young hizo una profunda reverencia al rey dos veces y salió por la puerta para encontrarse con Yi Seong-Gye en persona. El general Choi fue enviado al exilio y ejecutado.[23] El rey U envió a unos 80 eunucos armados a la casa de Yi Seong-Gye, pero no lograron asesinarlo porque no estaba en su casa sino en su campamento militar. El rey U fue depuesto.

Antes de regresar a la capital, los dos generales prometieron entronizar a uno de los miembros de la realeza de Goryeo. Sin embargo, después de que terminó el golpe, Jo Min-Soo traicionó a Yi Seong-Gye. Se unió a Yi Saek, el gran maestro de todos los eruditos confucianos en Goryeo, y llevó al trono al hijo del rey depuesto. El príncipe heredero de 8 años nació de un pariente lejano de Yi In-Im.

#### La rebelión de Kim Jeo (noviembre de 1389)
Kim Jeo (김저, 金佇) era el sobrino del general Choi Young. Él y Jung Deuk-Hoo (정득후, 鄭得厚) visitaron en secreto al depuesto rey U en el exilio y planearon el asesinato del general Yi Seong-Gye. Después de que Kim Jeo accedió a llevar a cabo el plan de asesinato, el rey depuesto les entregó una espada y ordenó que se la entregaran a Gwak Chung-Bo (곽충보, 郭忠輔) en la capital. La fecha del asesinato se fijó el día del festival de Palgwanhoe (10 de diciembre). Los 2 hombres fueron a ver a Gwak Chung-Bo como se les dijo, y le entregaron la espada del rey. Creían que el rey depuesto y Gwak Chung-Bo se habían estado comunicando en secreto entre sí, pero desafortunadamente no fue así, ya que mientras pretendía estar de acuerdo con ellos, Gwak Chung-Bo informaba en secreto a Yi Seong-Gye de su plan. 
El 9 de diciembre de 1389, Yi Seong-Gye no asistió al festival y se quedó en su casa mientras esperaba al ataque nocturno de los conspiradores. El grupo de Kim Jeo allanó la mansión del general Yi, pero fueron capturados fácilmente por guardias que los esperaban a escondidas. Jung Deuk-Hoo se suicidó, pero Kim Jeo fue arrestado y torturado hasta confesar que el partido de Yi Saek conspiró junto a ellos para concretar la restauración del Rey U. Aunque nunca estuvo claro si su confesión fue cierta, todos los involucrados fueron expulsados y exiliados. Posteriormente, Kim Jeo moriría repentinamente en prisión, y el rey Chang sería acusado de comunicarse en secreto con su padre. 
Yi Seong-Gye celebró inmediatamente una conferencia de estadistas de alto nivel en el Heungguksa, el templo budista real, fuertemente custodiado. Nueve ministros, incluidos Jeong Do Jeon, Jeong Mong-ju y Chun Cho, concluyeron para deponer al rey Chang. Justificaron su decisión cuestionando el dudoso linaje de los dos reyes. Yi Seong-Gye entronizó a Wang Yo (el príncipe Jeongchang) como rey Gonyang por ser el descendiente del vigésimo gobernante de Goryeo, el rey Shinjong. En diciembre de 1389, unas semanas después de la rebelión de Kim Jeo, tanto el rey U como su hijo, el rey Chang, fueron ejecutados por decapitación.

Sin embargo las medidas de Yi Seong-Gye no estuvieron exentas de crítica, el funcionario real Yi Jong-Hak le dijo a la gente que cuestionara las conspiraciones reinantes del momento: 
“El Rey Gongmin ya ha establecido un Sejabu (世子府) con el Rey Wu como su príncipe del condado de Kangnyeong (江寧君, 江寧府院大君). También le dio el título de Chun-ja (en 1385) a Wu. ¿Cómo Yi Seong-gye osó violar la orden del rey Kongmin y se atrevió a abolir al rey Wu?”

## En la cultura popular
- Fue Interpretado por Lee Doo-seop en la serie de televisión de KBS de 1983 Foundation of the Kingdom.
- Fue Interpretado por Bang Hoon en la serie de televisión de MBC de 1983 The King of Chudong Palace.
- Fue Interpretado por Kwon Oh-seong en la serie de televisión de KBS de 1996-1998 Tears of the Dragon.
- Fue Interpretado por Choi Soo-han en la serie de televisión de MBC 2005-2006 Shin Don.
- Fue Interpretado por Lee Min-ho y Jung Joon-won en la serie de televisión de SBS 2012-2013 The Great Seer.[29]